# Soumont-Saint-Quentin
 Soumont-Saint-Quentin  es una población y comuna francesa, situada en la región de Baja Normandía, departamento de Calvados, en el distrito de Caen y cantón de Falaise-Nord.

## Demografía
| 485 | 593 | 579 | 561 | 530 | 480 |
| Para los censos de 1962 a 1999 la población legal corresponde a la población sin duplicidades (Fuente: INSEE [Consultar]) |     |     |     |     |     |